# Облога Альхесіраса (1342—1344)
Облога Альхесіраса — успішна облога мусульманського міста Аль-Джазіра Аль-Хадра (яке християни називали Альхесірас), здійснена в ході Реконкісти в 1342—1344 роках кастильськими військами короля Альфонса XI за підтримки флотів Арагонського королівства і Генуезької республік. На момент облоги Альхесірас був столицею володінь імперії марокканських Маринідів на Піренейському півострові і їхнім головним європейським портом.
Облога тривала двадцять один місяць. Населення міста, близько 30 000 осіб, включаючи цивільних і берберських солдатів, сильно потерпала від сухопутної та морської блокади, яка перешкоджала надходженню в місто продовольства та припасів. Емірат Гранада послав армію, щоб допомогти зняти облогу з міста, але вона зазнала поразки біля Ріо-Пальмонес. Після цього 26 березня 1344 року місто капітулювало і було включено до Корони Кастилії. Це була одна з перших битв у Європі, де використовувалась вогнепальна зброя.

## Передумови

### Альхесірас
Аль-Джазіра Аль-Хадра була першим містом, заснованим мусульманами на Піренейському півостріві після їх вторгнення у 711 році. У XIV столітті Аль-Джазіра Аль-Хадра складалась з двох окремих міст з обох сторін річки Ріо-де-ла-Мьель з власними стінами та обороною. Гирло річки утворювало широку затоку, яка діяла як природна гавань, захищена зеленим островом Ісла-Верде, який мусульмани називали Язірат Умм Аль-Хакім. Сзідне місто Аль-Медіна, яке іспанці називали Вілла-Вьєха («старе місто»), було найстарішим з двох і було засноване в 711 році. Воно було оточене стіною з вежами і глибоким ровом, захищеним барбаканом і парапетом. В'їзд до Вілли В'єха з Гібралтарської дороги поблизу головного міського кладовища був захищений масивними воротами, які називалися Фонсаріо. Цей вхід був найслабшим місцем оборонних споруд і тому найкраще захищеним.
Захіжне місто Аль-Бінья, назване іспанцями Вілла Нуева («нове місто»), було побудоване Маринідами Абу Юсуфа Якуба в 1285 році. Воно було розташоване на плато, де колись було ремісниче передмістя римського міста Юлія Традукта, що знаходилось на місці Альхесіраса. Вілла Нуева мала власні стіни та розташовані в місті війська. Круті схили навколо Аль-Біньї сприяли захисту міста, тому не було необхідності будувати такі міцні оборонні споруди, як навколо Вілли В'єха.

### Мавританська загроза Кастилії
В XIII столітті Альхесірас був частиною Гранадського емірату. Поклявшись протистояти кастильській експансії, розпочатій у 1265 році, насрідський Гранадський емірат потребував допомоги і в пошуках союзників по боротьбі з кастильцями наприкінці 1274 року поступився містом Альхесірас (разом з Таріфою) марокканським Маринідам.
У 1329 році султан Марокко Абу Саїд Усман II зробив місто столицею своїх європейських володінь. У 1333 році об'єднані сили Гранади та Марокко змогли повернути під контроль мусульман сусіднє місто Гібралтар, що знаходиться на протилежній стороні затоки від Альхесіраса. У 1338 році правитель Альхесіраса і Ронди Абд-Аль-Малік, що був сином султана Марокко Абу'л Гасана Алі, розпочав набіги на кастильські території на півдні Піренейського півострова. Під час одного з цих набігів він був убитий кастильськими солдатами, а його тіло повернули в Альхесірас, де й поховали.
Батько Абд-аль-Маліка, маринідський султан Марокко Абу'л Гасан Алі I в 1340 роц перетнув протоку, розбив майже весь кастильський флот в морській битві і висадився в місті. На могилі сина він поклявся перемогти кастильського короля. Султан повів свою армію на захід до портового міста Таріфа і взяв його в облогу. Король Кастилії Альфонсо XI, приголомшений вторгненнями північноафриканських загарбників і можливістю втрати міста Таріфа, терміново зібрав армію, а також закликав на допомогу короля Португалії Афонсу IV. Дві армії, кастильсько-португальська та мароккансько-гранадська, 30 жовтня 1340 року зіткнулися біля довгого пляжу Лос-Лансес на захід від Таріфи в битві при Ріо-Саладо. Поразка мусульман у цій битві підбадьорила Альфонса XI і переконала його в можливості захопити також і місто Альхесірас, яке було головним портом, через який мусульманські війська з Африки потрапляли на Піренейській півострів.

### Підготовка

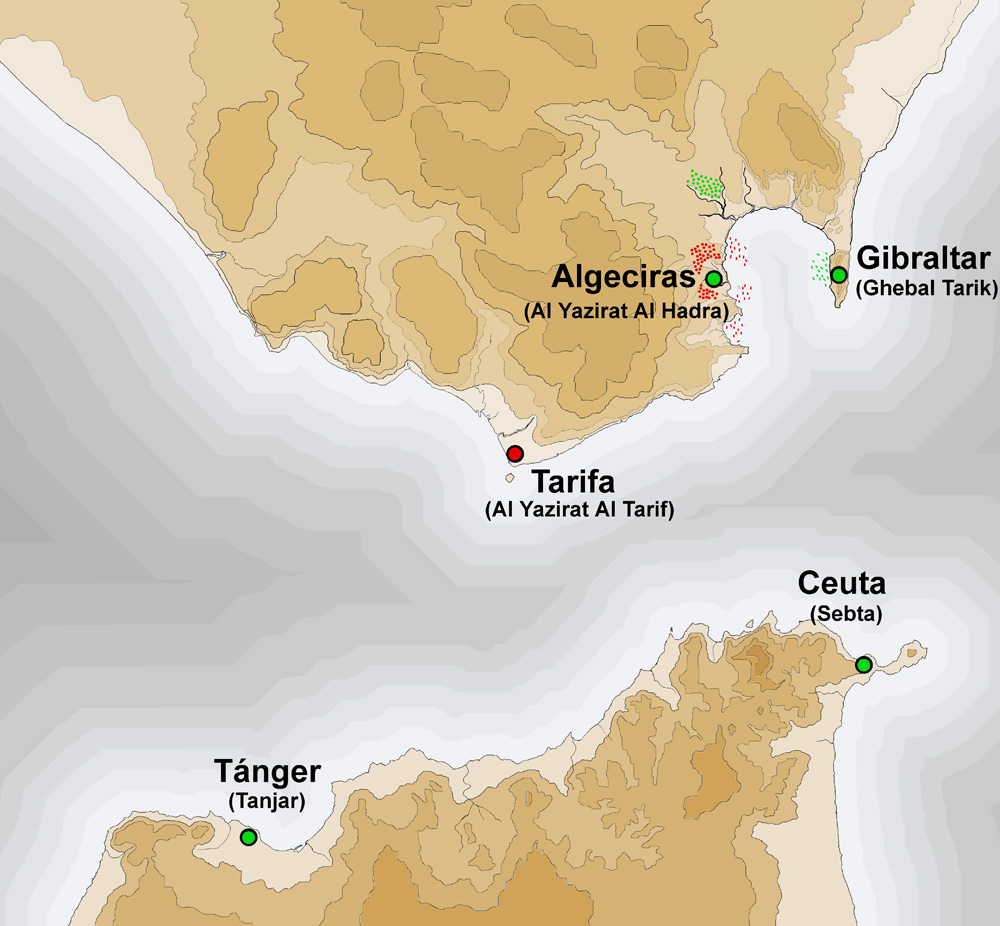
Гібралтарська протока під час облоги Альхесіраса

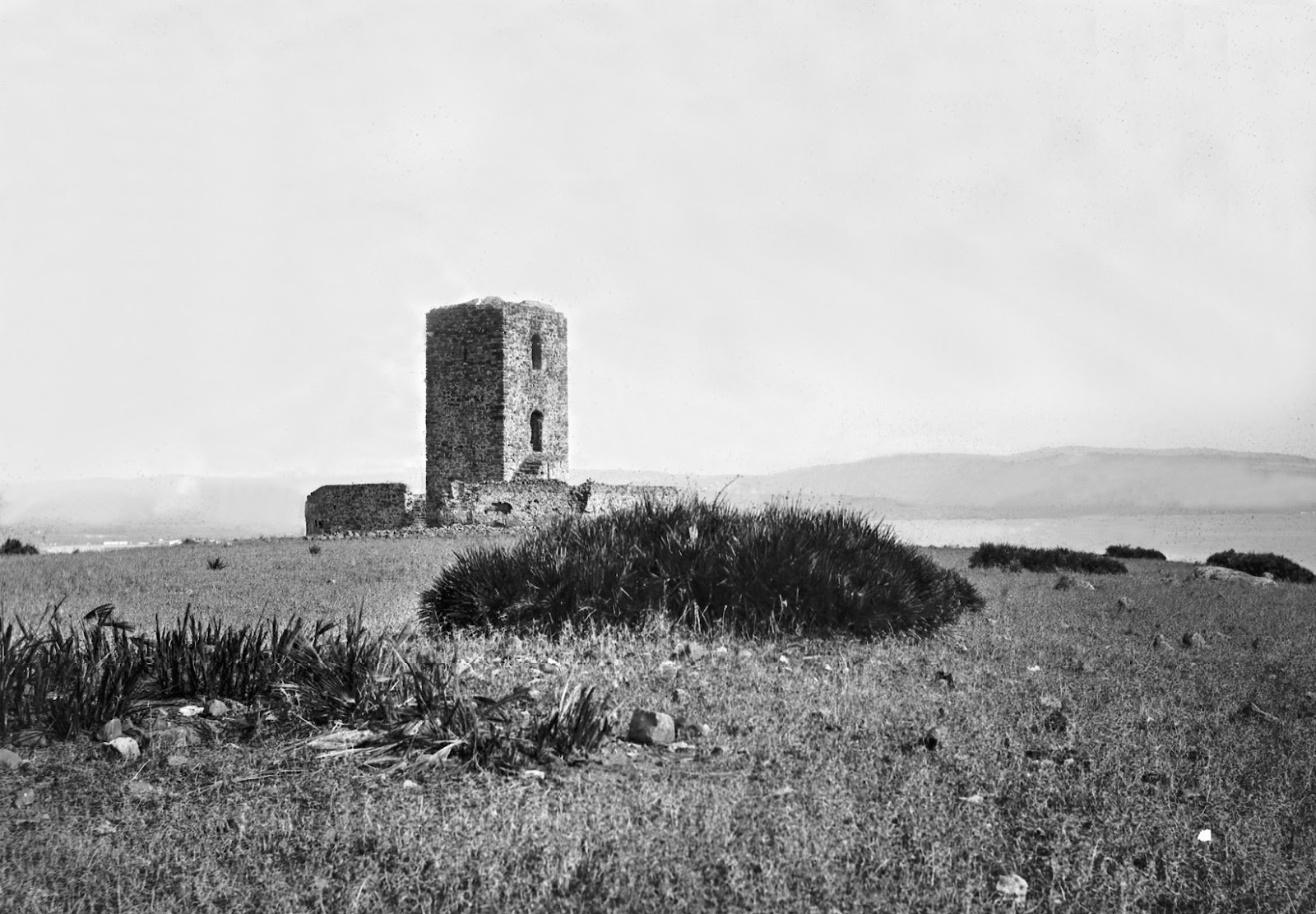
Торре де лос Адалідес (Вежа Чемпіонів)

Починаючи з 1341 року, Альфонсо XI почав готувати необхідні війська для облоги міста. Він наказав побудувати кілька кораблів і заручився послугами флоту Генуезької республіки на чолі з братом дожа Генуї Еджідіо Бокканегра та флотилій з сусідніх Португалії та Арагону. Короля Кастилії також підтримали королі Англії та Франції, тому крім кастильських та арагонських військ, в його армії також було багато європейських хрестоносців. Кампанія була профінансована за рахунок розширення податку на хліб, вино, рибу та одяг «алькабала», який поширили на продаж усіх інших товарів. В 1342 році для затвердження нового податку були скликані суди Бургоса, Леона, Авіли та Самори.
Навесні 1342 року в порту Ель-Пуерто-де-Санта-Марія біля Кадіса Альфонсо XI зустрівся з Карлосом Пессанхою, що очолював португальську флотилію, яка прийшла на допомогу кастильцям та отримав повідомлення від Перо де Монтада, адмірала арагонської флотилії, що вона прямує безпосередньо до Альхесіраса. Потім він вирушив до бухти Гетарес, що знаходилась всього в 3 км на південь від Альхесіраса, щоб перевірити стан кораблів, що прибули у його розпорядженні. Коли король прибув до Гетареса, Перо де Монтада повідомив йому, що арагонці перехопили кілька кораблів, які везли продовольство до міста, і що галери Португалії та Генуї вступили в бій з вісімдесятьма мавританськими галерами, захопивши двадцять шість з них і змусив інших шукати притулку в африканських портах. На думку кастильських лицарів, це був вдалий момент, щоб оточити місто, оскільки воно мало мати обмежені запаси. Однак король вважав, що у нього все ще мало військ. Більшість його сил перебувала в Херес-де-ла-Фронтера в очікуванні його наказу, тоді як війська, що захищали Альхесірас, уже були попереджені про можливий напад і готувались до захисту.
Король повернувся до Хереса, зібрав свою раду і повідомив їм про стан міста. Він наказав адміралам у Гетаресі перехоплювати будь-які човни, які намагаються постачати місто, і спробувати захопити якогось Альхесіреньо, який міг би повідомити їм про стан двох міст. Він також наказав своїм альмогаварам зробити те саме на землі. Лицарі короля порадили йому найкращі місця для створення головної бази, де житимуть король і вельможі, а також уразливі точки, де вони можуть завдати найбільшої шкоди обороні міста. Треба було лише перекинути війська до Альхесіраса, побудувати мости через річку Барбате та через струмок поблизу Хереса та відправити кораблі до річки Гвадалете для доставки продовольства для військ.
25 липня 1342 року Альфонсо XI покинув Херес у супроводі своїх військ, чиновників і лицарів, які мали допомогти йому в облозі Альхесіраса. Серед них перебували архієпископ Толедо, єпископ Кадіса, магістр ордена Сантьяго Хуан Алонсо Перес де Гусман, магістр ордена Калатрави Хуан Нуньєс, магістр ордена Алькантара Нуньо Чамізо, Педро Фернандес де Кастро, Перо Понсе де Леон, Хуан Вільєнський, пріор Сан-Хуана Фрей Альфонсо Ортіс Кальдерон та представники рад Севільї, Кордови, Хереса, Хаену, Есіхи, Кармони та Ньєбли.
1 серпня кастильські війська та їхні союзники прибули до Гетареса у складі 1600 кінних солдатів і 4000 лучників і копійців. Війська на суші та флотилі Арагону, Генуї та Кастилії зайняли свої позиції навколо міста.
Згідно з інформацією від полонених, отриманою королем Кастилії в перші дні облоги, Альхесірас мав загальне населення біля 30 тисяч осіб і гарнізон з приблизно 800 вершників і 12 тисяч арбалетників і лучників.
3 серпня штаб був розташований на пагорбі на північ від Альхесіраса. В перші місяці облоги король жив у вежі Торре-де-лос-Адалідес (Вежа Адалідів) в оточенні лицарів і знаті, які його супроводжували. З вежі відкривався гарний вид на мусульманське місто та дороги, що сполучали його з Гібралтаром і східною Андалусією.

## Етапи облоги

### Початок облоги (серпень 1342— жовтень 1342)

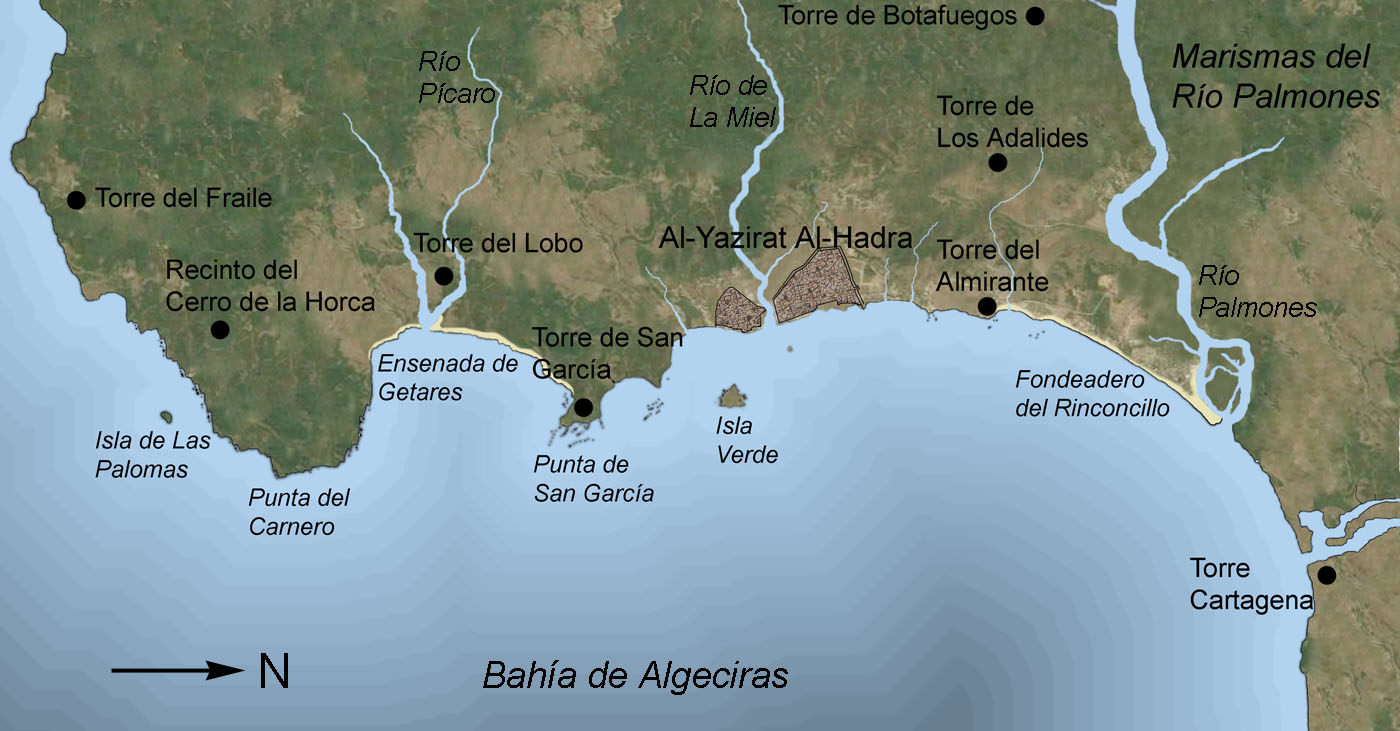
Основні споруди та місця, названі в тексті

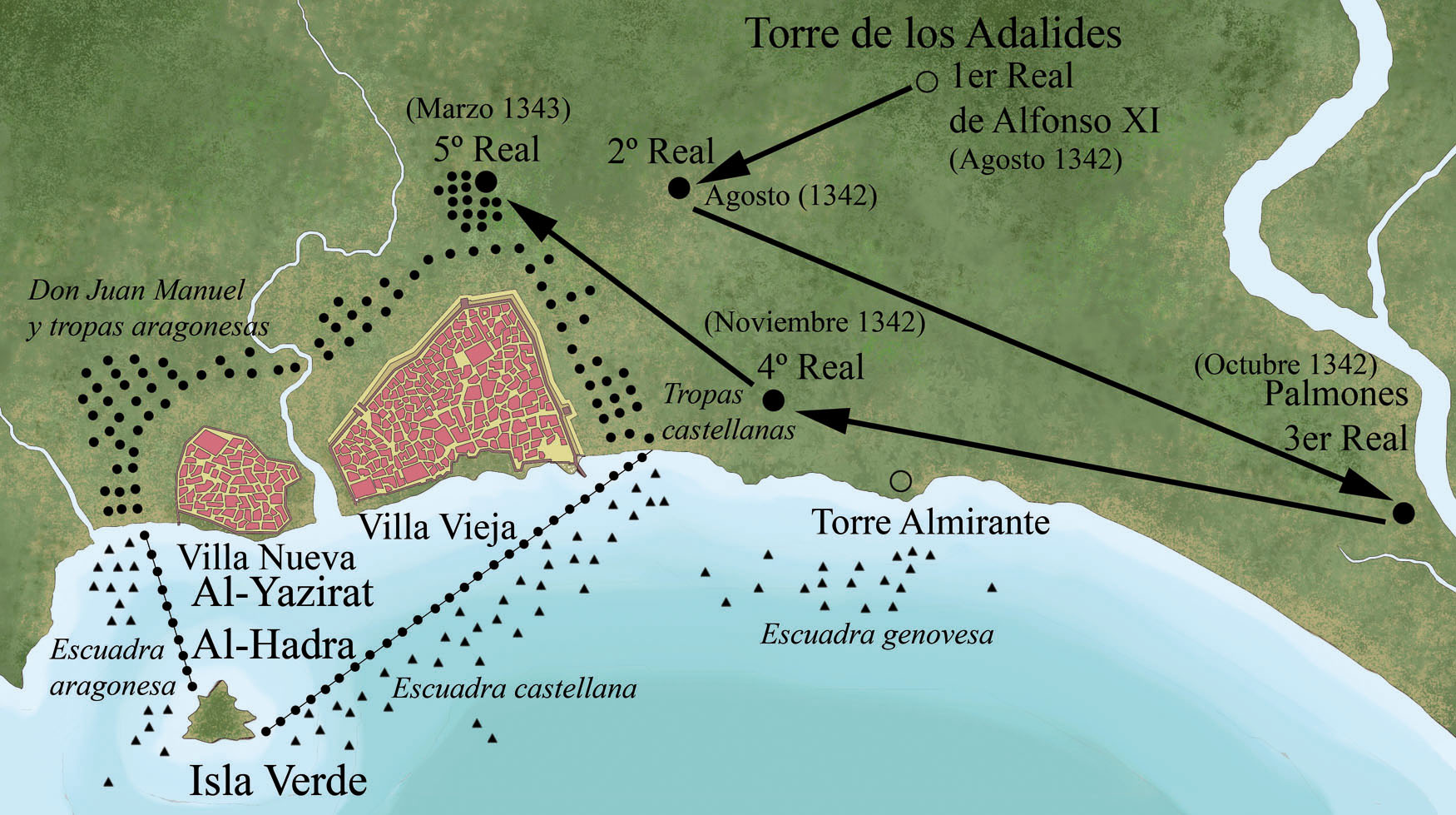
Розташування короля Альфонсо XI під час облоги та його війська

З 3 серпня 1342 року, після встановлення головного табору, король Кастилії наказав королівським інженерам вивчити місця дислокації військ. Основна мета облоги полягала в тому, щоб запобігти виходу військ з міста і надходження до нього підкріплень з доріг від Таріфи і Гібралтару. За планом Альфонсо XI, Альхесірас повинен був здатись від голоду, а не через військову поразку.
Послідував період сутичок між двома арміями. Одного дня на світанку військо з трьох сотень кавалеристів і тисячі піхотинців здійснило вилазку з Альхесіраса і напало на облогові лінії, що утримувались магістром ордена Сантьяго Хуаном Алонсо Пересом де Гусманом, Перо Понсе де Леоном і севільським контингентом. Поки християни готувалися зустріти цей напад, німецький граф у супроводі шести співвітчизників поїхав вперед, не чекаючи інших. Побачивши, як маври відступають, німецькі лицарі кинулися в погоню, і, потрапивши на мавританську хитрість, жменька лицарів була майже розгромлена, коли відступаючі захисники контратакували. Графа було вбито, а його супутників врятувало лише прибуття їхніх іспанських союзників, які відкинули маврів назад у місто під градом стріл із валів. Після того, як іспанці усвідомили небезпеку, яку несли вилазки з міста, протягом наступних кількох днів вони викопали траншею навколо Вілли В'єха від Ріо-де-ла-Мьєль до моря, щоб убезпечити себе від несподіваних нападів з міста. Біля окопів були побудовані укриття, а солдати через рівні проміжки часу виставлялися на нічну варту . Король переніс свою штаб-квартиру ближче до міста і послав кількох своїх людей завоювати Картахенську вежу в місті Картея, звідки вони могли спостерігати за пересуванням марінідів з Гібралтару.
Оскільки війна між Педро IV Арагонським і Майорканським королівством ставала неминучою, у вересні 1342 року арагонський флот залишив облогу.
Облогові машини були відправлені на позицію біля північно-західних воріт міста, де дві великі вежі запобігали нападу. Під час будівництва цих машин кілька захисників атакували з Пуерта-де-Херес, щоб запобігти їх будівництву. Стратегія захисників полягала в тому, щоб спровокувати нападників наблизитися якомога ближче до стін. Ця техніка, за допомогою якої вони вбили графа Луса, не була відома християнським лицарям, які не звикли до прикордонної війни, і багато людей загинуло в перші місяці облоги. Під час нападу на облогові вежі королівський шталмейстер Хуан Ніньо загинув, як і магістр Сантьяго та інші люди.
Облога затягувалася і король Кастилії послав кількох своїх людей шукати допомоги, щоб підтримувати облогу. Архієпископа Толедо відправили зустрітися з королем Франції, тоді як пріор св. Жанни отримав завдання відвідати Папу Климента VI, який щойно був призначений.
Військо християн стикнулось з додатковими проблемами. У перші дні жовтня пройшла сильна буря зі зливою, через що табір на північному заході, який був розташований у низькій місцевості затопило і він перетворився на болото. Захисники скористалися цією ситуацією, щоб здійснити нічну атаку, яка завдала значної шкоди. Повінь у таборі та в облогових траншеях змусила штаб і більшу частину військ переміститися до гирла річки Пальмонес, де вони провели решту жовтня 1342 року. Невдовзі після того, як основний християнський табір перемістився, захїисники Альхесіраса зібрали всі свої сили у Вілла-В'єха, щоб здійснити відчайдушну вилазку проти своїх супротивників. Мусульманський загін зміг дістатися до новоствореного християнського табору та знищити багатьох лицарів-християн, у тому числі Гутьє Діаса де Сандовала та Лопе Фернандеса де Вільягранда, васалів Хуана Нуньєса та Руя Санчеса де Рохаса, васала магістра ордена Сантьяго.

### Перша зима (листопад 1342— квітень 1343)

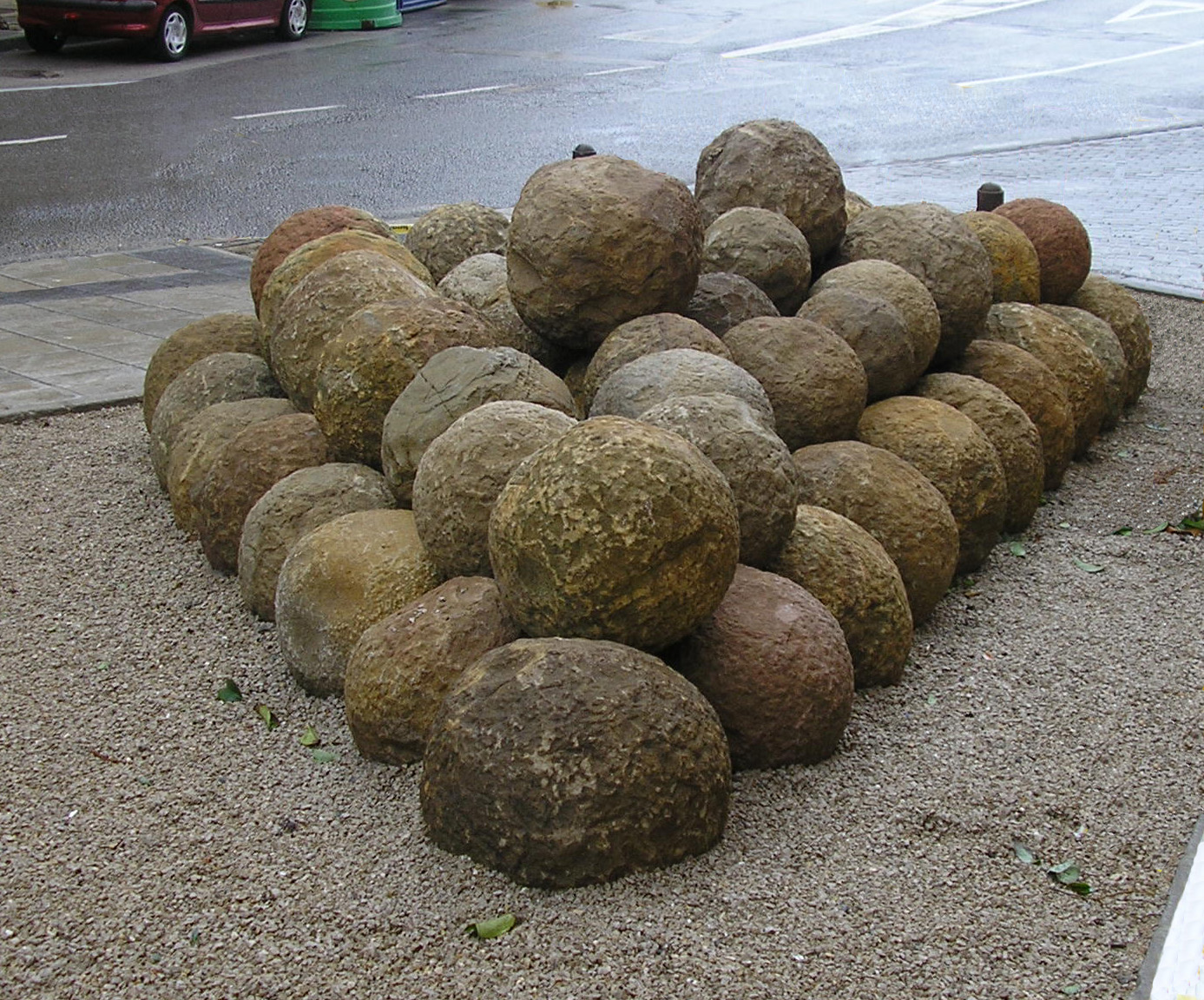
Боланьйо (bolaños), кам'яні ядра, що використовувались під час облоги 1342 року, зі збереженої частини міських стін Альхесіраса.

Ситуація як у місті, так і в обложеному таборі поступово погіршувалася. Після повені в християнському таборі не вистачало їжі, а скупчення війська та тварин у антисанітарних умовах спричинило поширення хвороб. У листопаді 1342 року Педро IV Арагонський, на виконання своїх договірних зобов'язань надіслав до табору Альфонсо XI десять галер під командуванням Матеу Мерсера. Португальський король Афонсу IV прислав ще десять галер під командуванням адмірала Карлуша Пессанья, але вони пробули лише три тижні, і в подальшому їх відхід лише підвищив бойовий дух захисників. Кастильські сили продовжували відчувати труднощі через брак достатнього флоту для організації постачання та блокади. Однак через морську блокаду Альхесірас також відчував гостру нестачу їжі.
Протягом перших місяців облоги іспанці продовжували обстрілювати міські стіни камінням з облогових машин, тоді як захисники намагалися завдати втрат нападникам у прямому бою або за допомогою мітальної зброї, такої як балісти. У грудні 1342 року до християнського табору прибули війська, надіслані радами Кастилії та Естремадури і з їх допомогою вдалось встановити більш щільну облогу. Навколо міста почали розміщувати велику кількість генуезьких баліст, а захисники намагались обстрілювати персонал машин стрілами. Протягом січня 1343 року триваюча боротьба навколо міста послабила обидві сторони. Навпроти Пуерта-дель-Фонсаріо було побудовано велику укріплену бастиду (дерев'яну вежу) під командуванням Іньїго Лопеса де Ороско і з цієї вежі іспанці обстрілювали місто через міську стіну. Перша бастида була незабаром спалена під час вилазки захисників міста, але невдовзі була побудована інша, яка продовжувала обстрілювати місто протягом усієї облоги.
Султан Гранади Юсуф I планував відправити в місто припаси та допомогу. Через загрозу надходження військ із Гранади, іспанці посилили свої атаки, які були зосереджені на воротах Пуерта-дель-Фонсаріо у Вілла-Вієха, найслабшого, але й найкраще захищеного місця. Перед ним Альфонсо XI наказав побудувати нові криті траншеї, які дозволили підійти до стін міста для розміщення облогових машин. Тим часом захисники Альхесіраса обстрілювали нападників залізними ядрами з примітивних порохових бомбард, що завдавало християнам значної шкоди. Вважається, що це був перший приклад використання вогнепальноъ зброї на Піренейському півострові.
Навколо міста продовжували будувати траншеї, поки в березні 1343 року вони не оточили весь периметр міста. За траншеями були насипані земляні вали, на яких для захисту солдатів через певні інтервали було зведено дерев'яні палісади з міцними вежами. Требушети в кастильському таборі мітали велику кількість кам'яних ядер, або боланьо. Требушети мали максимальну дальність 300 метрів і були вразливими для вилазок захисників, яким вдавалось перетнути траншеї. Під час облоги було випущено стільки боланьо, що майже через 150 років після битви, в 1487 році король Арагону Фердинанд II послав експедицію до руїн Альхесіраса, щоб зібрати їх для повторного використання під час облоги Малаги.
До християнського табору прибуло підкріплення від різних рад Кастилії, включаючи лицарів Хуана Нуньєса III де Лара та Хуана Мануеля, принца Вільєни. Свіжі війська замінили поранених або ослаблених голодом воїнів. Починаючи з лютого 1343 року нападникі почали розширювати лінію оточення, щоб заблокувати морські підступи до міста і таким чином запобігти надходженню в Альхесірас продовольства з Гібралтару. Мета полягала в тому, щоб заблокувати морський підхід до Альхесірасу плавучою загорожою з дерев'яних колод, з'єднаних між собою ланцюгами. Зрештою плавуча загорожа поширилась на південний захід від Родео-Пойнт до острова Ісла-Верде, а звідти на північний захід до Плайя-де-Лос-Ладрільос, повністю перекривши доступ до міста з моря. Однак наприкінці березня 1343 року шторм розірвав загорожу і колоди були винесені на берег, забезпечивши необхідний запас деревини для обложених.

### Обидві сторони отримують підкріплення (травень 1343— вересень 1343)

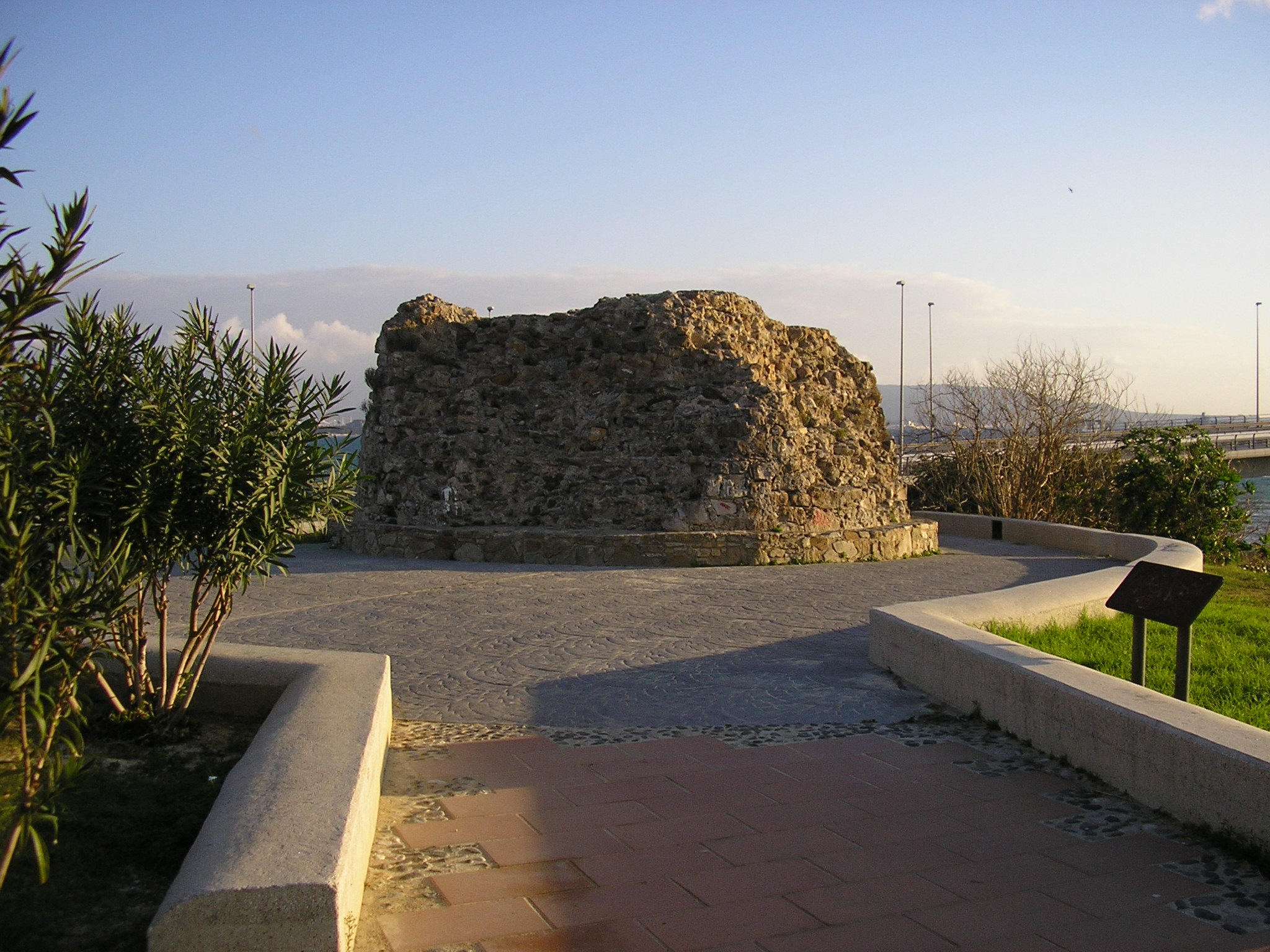
Торре-дель-Альміранте, резиденція під час облоги Егідіо Бокканегра

У травні 1343 року велика армія під командуванням султана Гранади перейшла річку Гвадіаро і підійшла до міста. Альфонсо XI послав своїх лицарів, щоб побачити, як вони можуть впоратися з цією новою загрозою. Він надсилав листи, в яких повідомляв Гранадського еміра, що зніме облогу міста, якщо воно заплатить йому данину. Емір Гранади запропонував перемир'я, але цього було недостатньо для кастильців.
Того ж місяця в іспанський табір прибуло багато європейських лицарів: з Англії прибули графи Дербі та Солсбер. З Німеччини прибув граф Боус, з Франції прибули Гастон II, граф Фуа, і його брат Роже-Бернар, віконт Кастельбонський, і король Філіп III Наваррський з припасами та військами.
Війська Гранади утримували свої позиції, чекаючи слушного моменту для підходу до міста. Протягом червня та липня ситуація залишалася незмінною. По мірі того, як навколо міста тривали бої, було побудовано більше укріплених облогових веж і траншей. Захисники використовували балісти, метальні машини, які, ймовірно, були схожі на катапульти, і «громи», як нові порохові бомбарди називали мусульмани, які завдавали значної шкоди нападникам і головним чином зосереджквались на обстрілах облогових веж та траншей.
У серпні 1343 року, поки тривали переговори між Кастилією і Гранадою, надійшла звістка про те, що в Марокко король Абу аль-Хасан Алі готує флот, щоб прийти на допомогу місту. Зіткнувшись з неминучим вступом у боротьбу військ Гранади та Марокко, християнам стало необхідно терміново прискорити завоювання Альхесіраса. Одночасно надійшло повідомлення, що Папа дасть Кастилії 20 000 флоринів для покриття витрат на кампанію, а король Франції через архієпископа Толедо Гіла Альвареса Каррільо де Альборноса надасть 50 000 флоринів. Цими грошима іспанці могли заплатити генуезьким найманцям, які давно вимагали прострочену плату. Труднощі християн під час облоги та нагальність битви з Гранадою та Марокко були відомі всьому королівству. Королю Кастилії довелося закласти свою корону та відправити кілька своїх срібних речей на переплавлення до Севільї після того, як пожежа перетворила запаси борошна в таборі на попіл.
У той же час Арагон надав нові кораблі для підтримки облоги. В середині серпня 1343 року прибув віце-адмірал Валенсії Хайме Ескрібано з десятьма арагонськими галерами Ці човни та ще п'ятнадцять кастильських кораблів під командуванням генуезького адмірала Еджідіо Бокканегри були відправлені до Сеути, щоб завдати якомога більшої шкоди флоту короля Марокко, який чекав у цьому порту на прибуття флоту з Гранади щоб спільно піти на допомогу Альхесірасу. Під час першої сутички християни намагалися ввести мусульманський флот в оману, відправивши в бій лише п'ятнадцять кастильських кораблів, тоді як арагонські кораблі маневрували, ніби готуючись піти на допомогу марокканцям. Але марокканцям вдалось захопити кастильського моряка, який попередив їх про хитрість. Кораблі з Сеути швидко повернулися в порт, і християнський флот був змушений повернутися в затоку Альхесірас. Після повернення до Альхесіраса, Еджідіо Бокканегра послав двадцять своїх кораблів чекати в Гетаресі, готових перехопити маврів, якщо вони вирішать атакувати іспанське військо з моря.

### Марокканські війська перетинають протоку (жовтень 1343— листопад 1343)

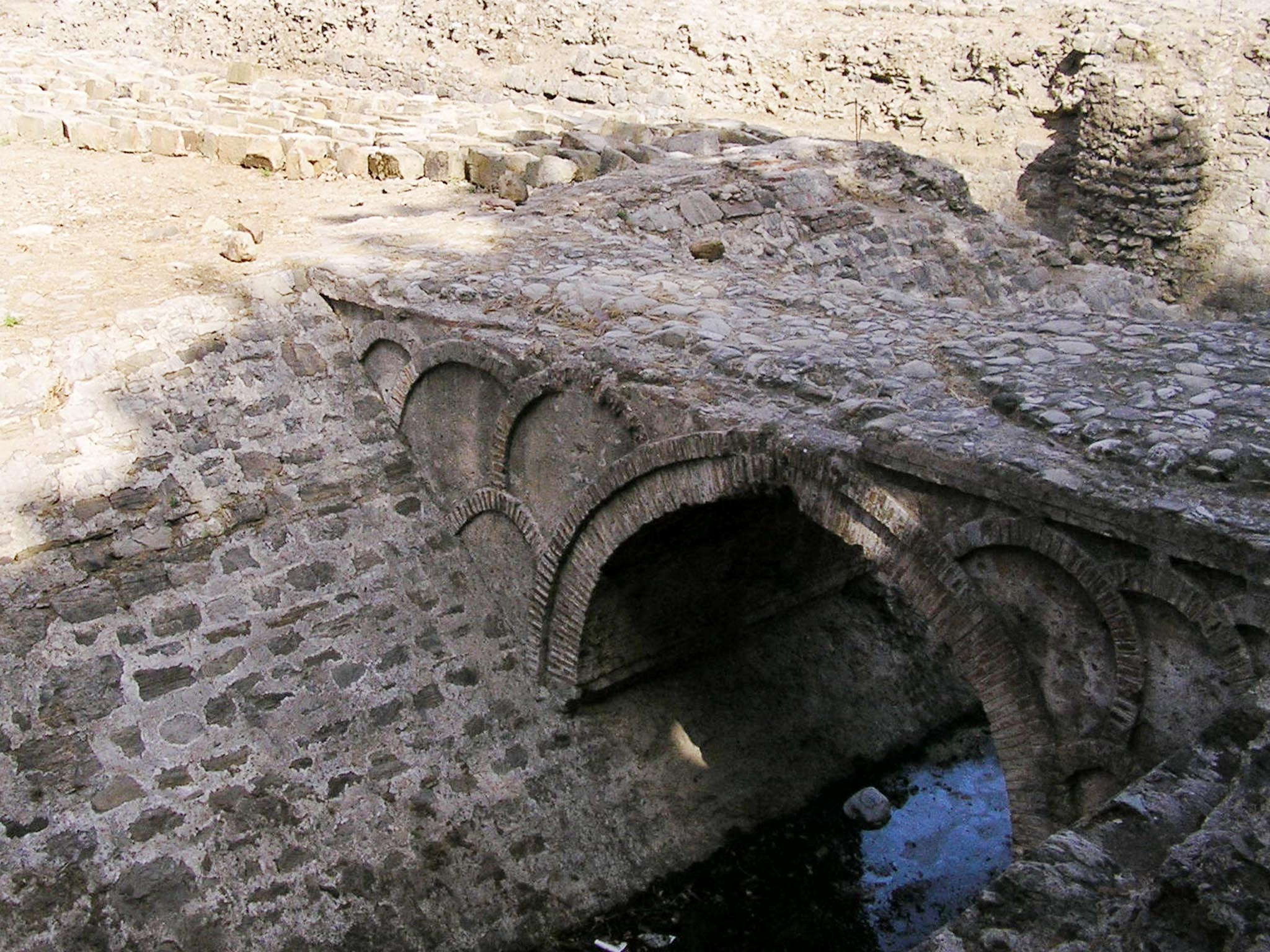
Під'їздний міст до воріт Фонсаріо

У жовтні 1343 марокканський флот перетнув Гібралтарську протоку і досяг Гетареса. Як тільки було помічено перші попереджувальні вогні християнських маяків, сорок кастильських і арагонських кораблів розташувалися, перекриваючи доступ до Альхесіраса з моря, але північноафриканський флот не пішов до Альхесіраса, а зупинився в гавані сусіднього Гібралтара.
Імовірність бою між протиборчими флотами зростала і в передбаченні цього, генуезці, які так і не отримали обіцяної їй платні, почали демонстративно завантажувати свої війська та припаси, щоб покинути Альхесірас. Завантаживши усе своє майно та екіпажі на кораблі, адмірал Еджідіо Бокканегра повідомив короля, що якщо їм не виплатять чотиримісячну заборгованість за службу, вони покинуть облогу. Вже було відомо, що генуезькі моряки мали справу з маринідами Гібралтару та Сеути, і відносини між ними були далеко не ворожими. У штабі побоювалися, що, не отримавши зарплати, генуезький флот допоможуть мусульманам у майбутній битві, як це сталося за часів Альфонса X.
Король вирішив заплатити солдатам Генуї зі своїх власних коштів, і солдати вирішили продовжувати облогу та залишатися вірними королю. Важливим фактором були позики, які генуезькі купці надали королю Кастилії під час облоги, що дозволило йому заспокоїти скарги їх солдатів. Дві ескадри не зустрілися в бухті, але кораблі під командуванням султана Марокко пришвартувалися в місті Гібралтар, де вони залишили велику кількість солдатів: сорок тисяч піхотинців і дванадцять тисяч вершників, згідно з деякими хроністами.
У листопаді марокканські та гранадські війська вийшли на берег Ріо-Пальмонес. Рух військ від Гібралтару до Ріо-Пальмонес захищала ескадра кораблів еміра Марокко, яка стояла посередині затоки, щоб не дати кастильсько-арагонському флоту висадити війська, щоб протистояти їм. Кастильське командування наказало спробувати підпалити ворожі кораблі за допомогою брандерів, скориставшись сильним східним вітром. Проте мусульмани успішно боролись з брандерами, розмістивши на палубах мокрі вітрила та використовуючи довгі жердини, щоб відштовхувати їх від власних кораблів.
Кастильське командування було попереджено про прибуття військ сигналами до Вежі Чемпіонів. Ісламська армія послала перший експедиційний корпус через річку для розвідки, за якими кастильців спостерігали з вежі. Альфонс XI наказав, щоб ніхто з його людей не нападав на гранадців, доки всі їхні війська не перетнуть річку. Мусульмани дослідили місцевість і після початкового огляду та незначного зіткнення з невеликою групою християн повернулися на свій берег річки, чекаючи новин. У таборі в Гранаді вони не поспішали розпочинати бій, тому що за кілька днів вони отримають підкріплення зі своєї столиці, а потім зможуть зіткнутися з кастильцями.

### Битва на річці Пальмонес (грудень 1343)

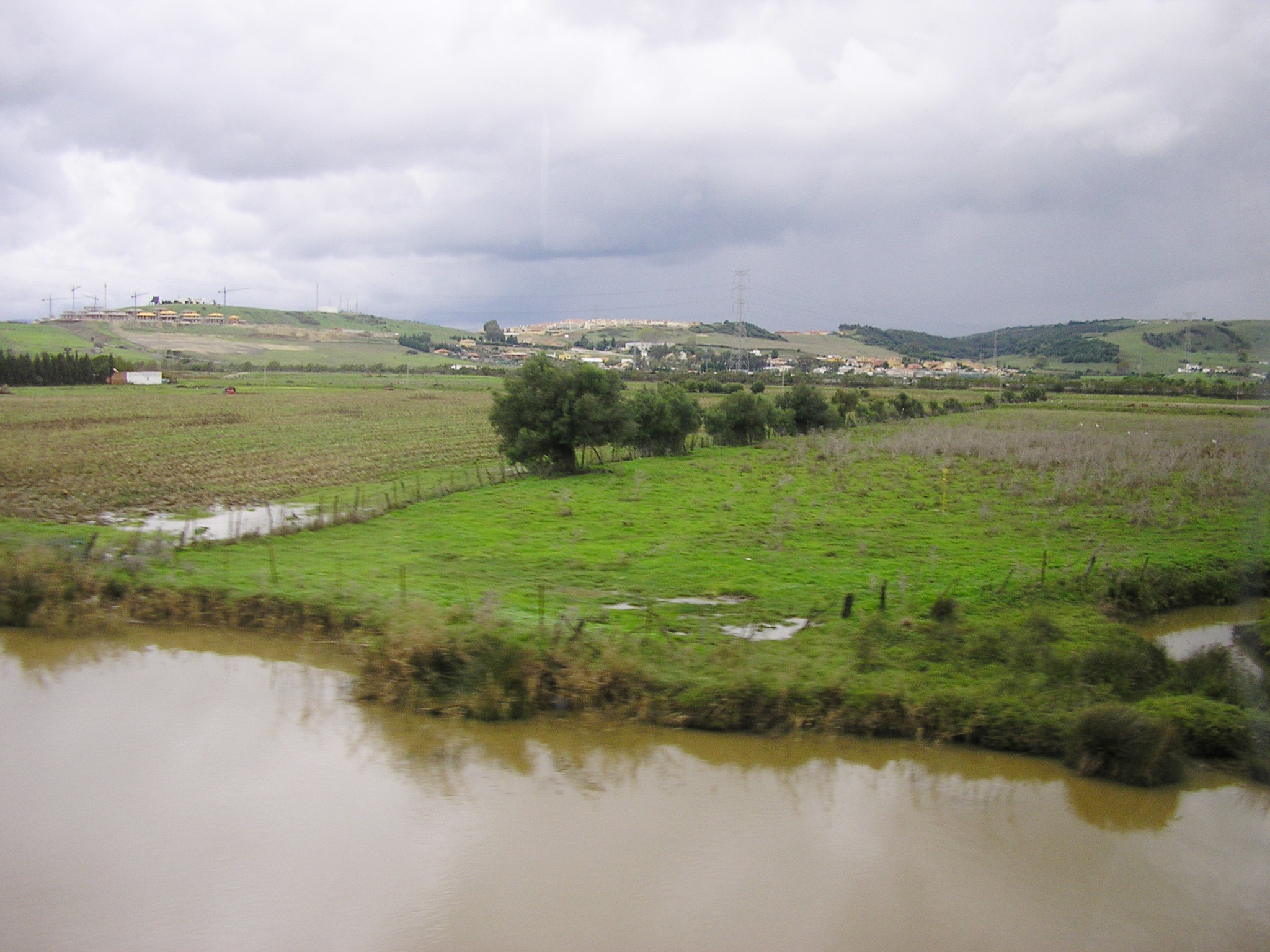
Болота навколо Ріо-Пальмонес

12 грудня 1343 року набіги на стіни міста були особливо сильними. Місто за допомогою «громів» обстрілювало християнський табір з гармат, а у відповідь християни пускали багато стріл проти захисників. Невдовзі після світанку християнські облогові гармати прорвали оборону, і через нього було розпочато наступ на місто, але нападники не змогли пробитися. У цей момент захисники Альхесіраса в паніці подали димові сигнали з вежі головної мечеті міста, вказуючи, що ситуація неспроможна. У таборі Гранади вони побачили сигнали, почули шум і зрозуміли, що місто атакують. Мавританські війська з Гібралтару були швидко мобілізовані, щоб приєднатися до тих, хто був у бойовому порядку біля Ріо-Пальмонес.
З Вежі Чемпіонів Альфонсо XI наказав своїй армії вишукуватись в бойові порядки. Хуана Нуньєса поставили на місці, де можна було перетнути річку біля гір. Мусульманським військам, які пройшли брід, довелося битися з іспанцями, і вони були розгромлені великою кількістю військ, які вийшли з вежі. Під командуванням короля всі християнські війська перетнули річку і переслідували мавританські сили під час їхнього відступу. Мусульманська кавалерія незабаром була сильно виснажена. Маври безладно втекли, ігноруючи накази відійти до Гібралтару. Багато бігли в гори Альхесірас, інші — до вежі Альморайма, переслідувані кастильцями.
Союзні війська Гранади та Марокко зазнали поразки, але болота Ріо-Пальмонес містили багато трупів з обох сторін. Це не була повна поразка, і існувала ймовірність того, що мусульмани реорганізують свої війська. Християнам було потрібно, щоб місто якнайшвидше впало.

### Блокада і капітуляція (січень 1344— березень 1344)

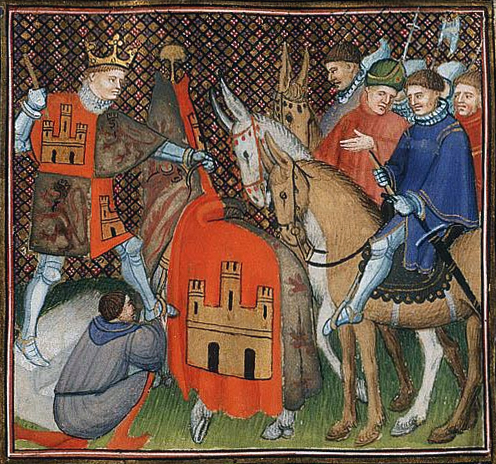
Альфонсо XI Кастильський

Після катастрофічної битви на річці Пальмонес, емір Гранади хотів підготувати другий напад на християнське військо, але моральний дух військ був низьким. Емісар марокканського султана переконав його спробувати вирішити конфлікт з королем Кастилії мирним договором, і християнам в Альхесірас було надіслано листа з пропозицією перемир'я, але Альфонсо XI не хотів миру ні на яких інших умовах, крім що місто стало частиною його королівства.
У січні 1344 року Альфонсо вирішив відновити морський бар'єр, оскільки блокаду часто порушували невеликі човни з Гібралтару. Новий бар'єр був утворений міцними мотузками, підтримуваними плаваючими бочками, що утримувалися на місці корабельними щоглами, обтяженими з одного кінця жорнами, а інший кінець виступав на кілька метрів над поверхньою моря. Встановлення загородження тривало два місяці, протягом яких маломірні човни постійно порушували облогу. У січні мусульмани послали корабель, навантажений провізією, але його захопили, не встигнувши дістатися до міста. Ще одна спроба в лютому була успішною. 24 лютого п'ять човнів дісталися Альхесіраса з провізією. Прохід човнів до міста Альхесірас був остаточно перекритий на початку березня. Тепер було лише питанням часу, коли голод змусить місто капітулювати або запропонувати задовільну угоду обложеним.
До березня ситуація в місті була безвихідною. Не було ні хліба, ні будь-якої іншої їжі для людей, а захисників вистачало лише на частину муру. У неділю, 2 березня, Хазан Альгаррафе, посланий еміром Гранади, прибув із новинами для короля Кастилії: емір Гранади був готовий здати місто. Його умови були прості: усім, хто залишився в місті, має бути дозволено виїхати під захист Альфонса XI з усім своїм майном; між Кастилією та мавританськими королівствами буде встановлено п'ятнадцятирічне перемир'я; Гранада сплачувала Кастилії щорічну данину в дванадцять тисяч дублонів золота.
Лицарі короля рекомендували продовжувати облогу, оскільки незабаром прибуде підкріплення з Севільї та Толедо, а окопи навколо міста гарантували, що незабаром воно помре від голоду. Однак Альфонсо XI не хотів продовжувати боротьбу, оскільки ціна була дуже високою як у грошах, так і в житті. Він прийняв запропоновані умови, за винятком тривалості перемир'я, яке складало б лише десять років.  Після цього було підписано Альхесірасський договір, який завершив двадцять один місяць облоги.
26 березня 1344 року жителі Вілли Нуева перейшли зі своїм майном у Віллу В'єха, віддавши Віллу Нуева принцу Хуану Мануелю. Наступного дня, напередодні Вербної неділі, Вілла В'єха була передана королю Альфонсо XI без мешканців. Вежі міста були прикрашені прапорами короля, принца Педро, дона Енріке, магістра Сантьяго, дона Фернандо, дона Телло та дона Хуана. Делегацію супроводжували головні командири короля, включаючи Еджідіо Бокканегра, який був призначений лордом Естадо де ла Пальма на знак вдячності за його роботу в оточенні. Наступного дня відбулася меса в мечеті міста, освяченій як собор, присвячений Санта-Марія-де-ла-Пальма, яка досі є покровителькою міста. Арабський історик записав, що Альфонсо добре ставився до мавританських генералів і жителів, які були вигнані з міста. Багато з них переїхали через затоку до Гібралтару, збільшивши населення цієї фортеці, що залишалась під контролем султана Марокко.
Серед кастильських дворян, які загинули під час облоги, були, зокрема, Руї Лопес де Рівера, колишній кастильський посол у Марокко, Дієго Лопес де Суньїга і Аро, володар Ла-Ріохи, Гонсало Яньєс де Агілар і Фернан Гонсалес де Агілар, лорди Агілара.

## Наслідки

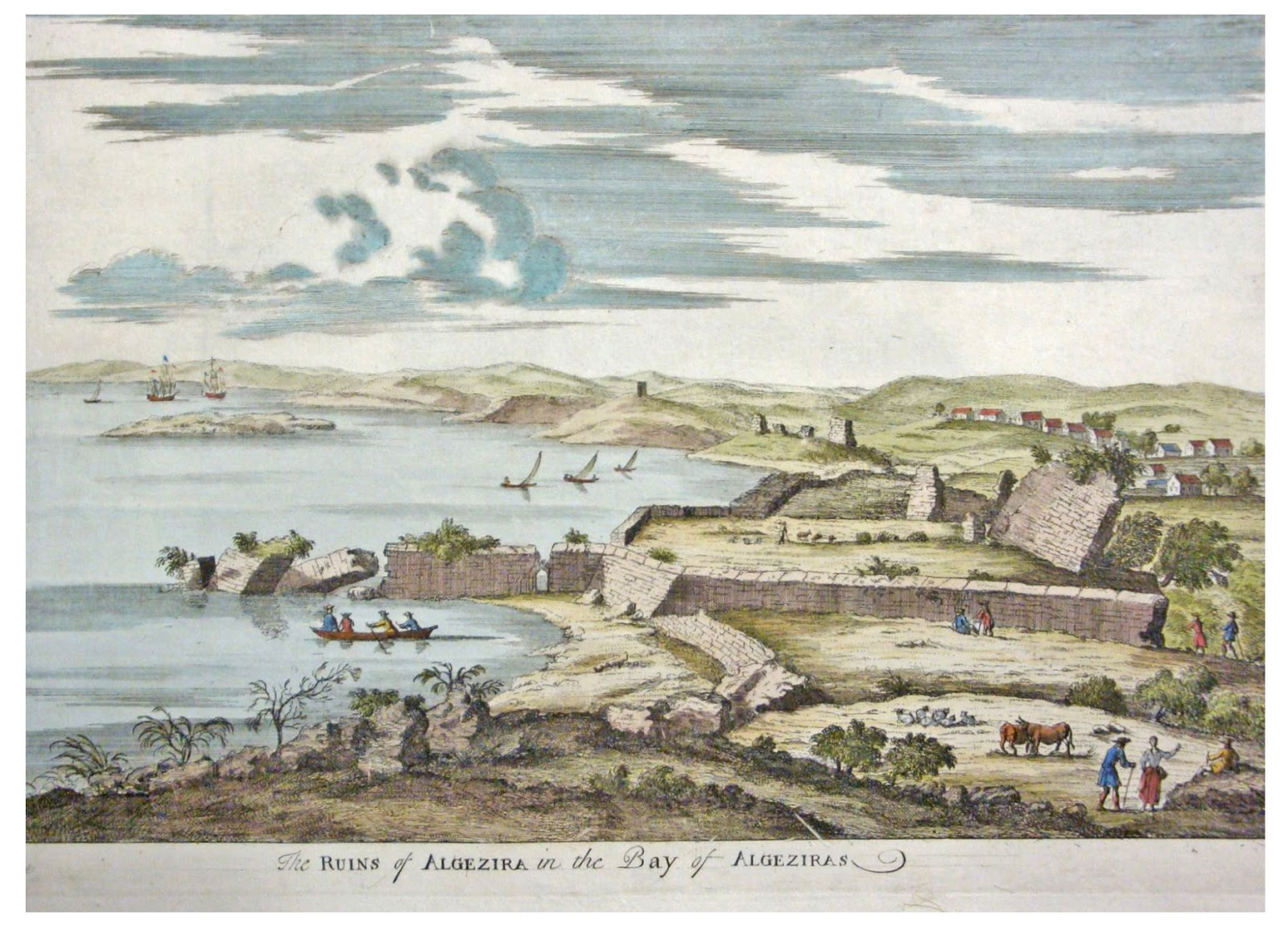
Руїни Альхесіраса на гравюрі XVIII ст.

Падіння Альхесіраса стало одним з вирішальних етапів Реконкісті, що дало Короні Кастилії головний порт на північному узбережжі Гібралтарської протоки. Щоб забезпечити процвітання нового кастильського міста, у 1345 році король Альфонсо XI видав статут, який надавав сільськогосподарські угіддя та податкові пільги всім, хто хотів оселитися в ньому. Він додав до своїх титулів «Король Альхесіраса» і попросив папу Климента VI перенести єпископську єпархію з Кадіса до Альхесіраса та перетворивши головну мечеть міста на собор, присвячений Богородиці.
Після втрати Аль-Джазіри Аль-Хадра, єдиним портом на Піренейському півострові під контролем марокканців залишився Гібралтар. Усі зусилля Реконкісти тепер були зосереджені на захопленні цього порту. У 1349 році Альфонсо XI почав п'яту облогу Гібралтару, знову спираючись на флоти Арагону і Генуї, які встановили свою головну базу в Альхесірасі, але цього разу доля міста не залежала від військових дій — 26 березня того ж року король помер під час епідемії бубонної чуми в кастильському таборі.
Ця несподівана смерть призвела до громадянської війни між претендентами на трон Кастилії. Наслідки війни з Альхесірасом були швидкими. У 1369 році під час війни між Педро Жорстоким і його братом Енріке, гарнізон міста був скорочений і частина його військ була відправлена на північ. Новий емір Гранади Мухаммед V скористався цією нагодою, щоб повернути Аль-Джазіру Аль-Хадру. Після відвоювання міста, мусульмани відбудували оборонні укріплення та сформували в місті значні військові сили для його захисту.
Доля міста знову змінилася із закінченням суперечок у Кастилії. У 1379 році, коли християнські армії перегрупувалися, маври усвідомили свою нездатність захистити місто в разі нової облоги та небезпеку, якщо воно знову потрапить до рук кастильців. Було прийнято рішення залишити місто, зруйнувавши його оборонні споруди та гавань. Гранадці зруйнували стіни міста та спалили всі будівлі. За три дні Альхесірас був повністю зруйнований. В такому стані місто перебувало більше 300 років — до британського завоювання Гібралтару в 1704 році, коли деякі вигнанці з Гібралтару оселилися на безплідних полях колишньої Вілли-Вієха.

## Виноски
1. ↑  The alcabala tax was extended in 1345 after the fall of the city to cover the cost of defending Algeciras and to fund the fifth siege of Gibraltar.[10]
2. ↑  The Master of the Order of Santiago, Alfonso Méndez de Guzmán, was the brother of the mistress of Alfonso XI.[23] After he died, Alsonso installed his illegitimate son, the young Infante Don Fadrique, as the new master.[24]